# Le Vol du Spirit
Le Vol du Spirit est le treizième tome de la série Lefranc écrit par Jacques Martin et dessiné par Gilles Chaillet, édité en 1998 par Dargaud.

## Résumé
Couvrant le sommet du G7 à Washington, Lefranc aidé de son ami Francis Jugnard, découvre qu'Axel Borg sous l'identité du Comte Joachim von Sylow prépare un mauvais coup. 
Protégé par l'immunité diplomatique de la délégation suédoise, l'individu a l'intention de voler au National Air and Space Museum l'avion "Spirit of Saint-Louis" de Charles Lindbergh. Une fois l'opération réussie, le criminel réclame une rançon d'un milliard de dollars. 
L'agent du FBI Cartright appelle le journaliste à l'aider dans cette affaire. Plusieurs pistes amènent le service fédéral à suspecter que Borg se trouve en Irlande. Notre journaliste sur place aura l'aide de la jolie Maureen Kinley ainsi que de sa famille pour trouver l'engin et le restituer à son pays après plusieurs péripéties.

## Personnages
- Guy Lefranc
- Axel Borg
- Francis Jugnard
- Maureen Kinley
- Edwin Cartright
- Yan Sue
- Steve Macray
- Monsieur Salti
- John Kinley
- Jim Leary
- Bill Grover

### Documentation
- Nicolas Pothier, « Esprit envolé », BoDoï, no 10,‎ septembre 1998, p. 37.